# Josep Maria Vallès i Casadevall
Josep Maria Vallès i Casadevall (Barcelona, 7 de juliol de 1940) és un professor de ciència política, advocat i polític català, que fou diputat al Parlament de Catalunya i conseller Justícia de la Generalitat de Catalunya entre els anys 2003 i 2006.

## Biografia
Llicenciat en dret a la Universitat de Barcelona i doctorat a la Universitat Autònoma de Barcelona, ha estudiat ciència política (IEP, París) i direcció d'empreses a l'Escola Superior d'Administració i Direcció d'Empreses (Esade). És catedràtic emèrit de ciència política i de l'administració a la Universitat Autònoma de Barcelona. Fou degà de la Facultat de Ciències Polítiques i Sociologia d'aquesta universitat (1985-1990), on també fou rector (1990-1994).
Fou el primer director de l'Escola d'Administració Pública de Catalunya després de la seva recuperació en finalitzar la dictadura franquista, entre octubre de 1979 i gener de 1980.
Participà en l'Assemblea de Catalunya i al Congrés de Cultura Catalana. El 1997 fou nomenat president de Catalunya Segle XXI. La seva activitat política s'inicia el 1999, com a soci i president de l'associació Ciutadans pel Canvi, impulsada pel president Pasqual Maragall i que formà part de la coalició electoral PSC-CpC. Va ser diputat del Parlament de Catalunya d'aquesta coalició per la circumscripció de Barcelona a les eleccions de 1999 i 2003.
Després d'aquestes darreres, entrà a formar part del govern de Catalunya 2003-2006 presidit per Pasqual Maragall com a conseller de Justícia. És membre del Col·legi d'Advocats de Barcelona i de l'Associació Espanyola de Ciència Política i de l'Administració (AECPA), de la qual fou president entre 2001 i 2003. Ha presidit l'Institut Català d'Avaluació de Polítiques Públiques (IVALUA) (2008-2013). El 2015 va signar un manifest de suport a Barcelona en Comú. És casat i té dos fills (Oriol i Màrius).

## Premis i reconeixements
- Premi Justícia 2023, atorgat pel Govern de la Generalitat de Catalunya , per la seva contribució en la planificació integral d’equipaments judicials i penitenciaris, així com importants aportacions en justícia juvenil, codificació del dret civil i l’establiment de les bases de l’oficina judicial.[3]